# Entusiasmo
Il termine entusiasmo deriva dal greco antico ἐνθουσιασμός?, enthusiasmós, a sua volta da ἐν, en ("in") con theós (θεός, dio) e ousía (οὐσία, essenza). Letteralmente si potrebbe tradurre con "con Dio dentro di sé", o "indiamento", "invasamento divino", o con l'espressione "essere posseduto dall'essenza di un dio", come Apollo (ad esempio nel caso della Pizia) o Dioniso (ad esempio nel caso delle Baccanti o Menadi). In italiano normalmente sta ad indicare una commozione intensa dell'animo che si esprime in vive manifestazioni di gioia, di eccitazione, di ammirazione; un sentimento di appassionato interesse nei confronti di un ideale o di una causa politica, religiosa o sportiva, l'effetto di certi personaggi dello spettacolo sui loro fan.

## Fenomenologia
È il grande zelo che impegna completamente una persona e che può portarla, abbassandone o annullandone i normali freni inibitori, ad una cieca e irragionevole dedizione, ad un'ubbidienza cieca che annebbia le facoltà critiche e a gesti ed atti inconsulti lesivi di sé stessi e degli altri.
Può essere paragonato all'effetto dell'abuso di alcool, di droga o di condizionamento ipnotico, e che induce alterazioni dei processi cerebrali tali da produrre uno stato di stupore, estasi religiosa, visioni, allucinazioni, urla, frasi sconnesse, e "rivelazioni" sospinte da un presunto "afflato divino". L'origine di questa parola è da legarsi proprio allo stato in cui, anticamente, nel paganesimo, l'iniziato, il sacerdote o il profeta veniva "posseduto" dal suo dio come nei culti dionisiaci ed apollinei, o come nel caso delle baccanti. Secondo Socrate, lo stesso indica l'ispirazione delle Muse sugli artisti.
Quando tutto questo è espressione e risultato di un movimento, si può parlare, così, in storia e sociologia di "movimento entusiastico", perché ispirato da intenso fervore politico o religioso.

## Storia
Il termine "entusiasmo" è applicato, nella storia del Cristianesimo, a quelle persone, gruppi e movimenti che interpretano la loro intensa esperienza religiosa come risultato della "discesa dello Spirito Santo" su di loro, del quale sarebbero riempiti o "battezzati". In questa linea è posto il movimento del Montanismo nel II secolo. Viene direttamente descritto come "gli entusiasti" un gruppo di questo tipo del IV secolo, detto anche dei Messaliani. Essi credevano che attraverso la costante preghiera, pratiche ascetiche e contemplazione, si potesse essere ispirati dallo Spirito Santo e che questi così sostituisse lo spirito malvagio che fin dalla Caduta dimora in ogni creatura umana. Sono considerati dagli storici anche "entusiastici" diversi gruppi che si staccano dalle chiese storiche del Protestantesimo del XVI e XVII secolo.
Durante gli anni immediatamente seguenti la seconda rivoluzione inglese, è definito in senso peggiorativo come "entusiasmo" ogni promozione militante e affermazione pubblica di idee rivoluzionarie. Tale "entusiasmo" è considerato intorno al 1700 la causa della guerra civile inglese e delle atrocità che l'accompagnarono, diventando, così un peccato sociale assoluto promuovere "l'entusiasmo". La Royal Society (organizzazione inglese di discussioni scientifiche e culturali) prevedeva nel suo regolamento che ogni membro dell'associazione si soffermasse a discutere di religione o di politica dovesse esserne espulso come "entusiasta". Durante il XVIII secolo, il Metodismo e l'evangelizzazione pubblica portata avanti da George Whitefield era pure considerata "cieco entusiasmo").
Oggi possono continuare ad essere considerati "movimenti entusiastici" per simile fenomenologia, quello pentecostale o carismatico nel presente e i risvegli evangelici, che spesso portano chi ne è coinvolto in stati di alterazione sensoriale, glossolalia. Corrisponde in negativo ai fenomeni di possessione demoniaca o di follia (stato mentale alterato).

## Psicologia
In psicologia si definisce "personalità entusiastica" quella di chi è particolarmente eccitabile, avventuroso, costantemente indaffarato in molte attività con l'energia e, appunto, l'entusiasmo dell'eterno ragazzo (la sindrome di Peter Pan), che passa da un'attività o da un interesse all'altro senza mai approfondire perché teme di esserne deluso.